# Eremocharis longiramea
Eremocharis longiramea är en flockblommig växtart som först beskrevs av H.Wolff, och fick sitt nu gällande namn av Ivan Murray Johnston. Eremocharis longiramea ingår i släktet Eremocharis och familjen flockblommiga växter. Inga underarter finns listade i Catalogue of Life.